# Attention Attention
Attention Attention ist das sechste Studioalbum der US-amerikanischen Rockband Shinedown. Es wurde am 4. Mai 2018 veröffentlicht und ist der Nachfolger von Threat to Survival.

## Entstehung
Das Album wurde von Bassist Eric Bass produziert und in den Studios Ocean Industries Studios in Charleston, South Carolina aufgenommen. Das Songwriting stammt überwiegend von Sänger und Gitarrist Brent Smith und Eric Bass, nur bei einigen Titeln steuerte Dave Bassett zum Songwriting bei.

## Titelliste
Alle Titel wurden von Brent Smith und Eric Bass geschrieben, außer wo angegeben.
| Nr.          | Titel                                         | Länge |
| ------------ | --------------------------------------------- | ----- |
| 1.           | The Entrance                                  | 0:39  |
| 2.           | Devil                                         | 3:27  |
| 3.           | Black Soul                                    | 3:23  |
| 4.           | Attention Attention (Smith, Dave Bassett)     | 3:51  |
| 5.           | Kill Your Conscience (Smith, Bass, Bassett)   | 3:52  |
| 6.           | Pyro (Smith, Bassett)                         | 3:51  |
| 7.           | Monsters                                      | 4:08  |
| 8.           | Darkside                                      | 3:53  |
| 9.           | Creatures (Smith, Bass, Bassett, Barry Kerch) | 3:56  |
| 10.          | Evolve (Smith, Zach Myers, Scott Stevens)     | 2:57  |
| 11.          | Get Up                                        | 4:06  |
| 12.          | Special (Smith, Myers, Stevens)               | 3:44  |
| 13.          | The Human Radio                               | 4:09  |
| 14.          | Brilliant                                     | 4:34  |
| Gesamtlänge: | Gesamtlänge:                                  | 50:31 |

## Rezeption

### Kritiken
Manuel Berger schrieb bei Laut.de: „Shinedown sehnen sich nach Arenen, nach bombastischen Feuersäulen, nach Händemeer und auch nach Fans, die sich zum Lollapalooza Glitzerpuder ins Gesicht schmieren. Attention Attention liefert die richtigen Songs für all das. Doch weil gerade waghalsige Experimente nur selten funktionieren, fügt die Band letztlich ihrem Sound nichts Lohnenswertes hinzu. Props fürs Verlassen der Komfortzone, etwas mehr Fokus hätte trotzdem gut getan.“ Er vergab drei von fünf Sternen. Bei Metacritic.com erhielt das Album eine Durchschnittspunktzahl von 75 von 100, basierend auf vier englischsprachigen Kritiken.

### Charts und Chartplatzierungen
| ChartsChartplatzierungen       | Höchstplatzierung | Wochen |
| ------------------------------ | ----------------- | ------ |
| Deutschland (GfK)              | 21 (2 Wo.)        | 2      |
| Österreich (Ö3)                | 21 (1 Wo.)        | 1      |
| Schweiz (IFPI)                 | 10 (2 Wo.)        | 2      |
| Vereinigtes Königreich (OCC)   | 8 (2 Wo.)         | 2      |
| Vereinigte Staaten (Billboard) | 5 (7 Wo.)         | 7      |